# 青森県立青森東高等学校平内校舎
青森県立青森東高等学校平内校舎（あおもりけんりつ あおもりひがしこうとうがっこう ひらないこうしゃ）は、青森県東津軽郡平内町小湊字新道に所在する公立の高等学校。2021年3月で閉校となった。

## 所在地
- 〒039-3321 青森県東津軽郡平内町小湊字新道46-26

## 沿革
- 1948年（昭和23年）
  - 4月16日 - 青森県立青森工業高等学校小湊分校（男子）、青森市立女子高等学校小湊分校（女子）の設置（両校とも定時制）が許可される。
  - 5月1日 - 小湊町立小湊中学校内に開校。
  - 7月22日統合され、青森市立女子高校小湊分校に改組。
- 1952年（昭和27年）3月1日 - 青森市立中央高等学校小湊分校に改組。
- 1954年（昭和29年）4月1日 - 青森県立青森商業高等学校小湊分校に改組。
- 1980年（昭和55年）4月1日 - 青森県立青森東高等学校平内分校となり、全日制課程設置。
- 1982年（昭和57年）3月31日 - 定時制課程閉校。
- 1983年（昭和58年）4月1日 - 青森県立平内高等学校として独立。
- 1984年（昭和59年）7月17日 - 新校舎へ移転。
- 1999年（平成11年）10月9日 - 創立二十周年記念式典を挙行。
- 2009年（平成21年）10月10日 - 創立三十周年記念式典を挙行。
- 2010年（平成22年）4月1日 - 青森東高等学校平内校舎となる。
- 2018年（平成30年）4月 - 同年度から、廃校のため募集停止。
- 2020年（令和2年）11月7日 - 本校体育館にて、閉校式挙行[2]。
- 2021年（令和3年）3月31日 - 閉校[3][2]。

## アクセス
- 小湊新道バス停（国道4号上）から、徒歩約350m・約6分。
- 平内高校通りバス停から、徒歩約440m・約7分。
- 青い森鉄道線小湊駅から、徒歩約1.5km・約23分。

## その他
- 本校校舎は、町内3中学校（小湊・西平内・東平内の3校）を統合して2023年（令和5年）4月に開校した平内中学校の校舎として、大規模改修の上で使用される[4]。